# Ornipholidotos tiassale
Ornipholidotos tiassale är en fjärilsart som beskrevs av Henry Stempffer 1969. Ornipholidotos tiassale ingår i släktet Ornipholidotos och familjen juvelvingar. Inga underarter finns listade i Catalogue of Life.